# Клименко Григорій Гнатович
Григорій Гнатович Клименко (1906—1995) — полковник Радянської Армії, учасник Великої Вітчизняної війни, Герой Радянського Союзу (1943).

## Біографія
Григорій Клименко народився 20 квітня 1906 року в селі Гринівці (нині — Любарський район Житомирської області України). Після закінчення шести класів сільської школи працював у сільському господарстві. У жовтні 1928 року Клименка викликали на службу в Робітничо-селянську Червону Армію. У 1929 році закінчив полкову школу, в 1931 — курси командирів взводів при Одеській піхотній школі. З 1942 року — на фронтах німецько-радянської війни. Брав участь у боях на Воронезькому, Центральному і 1-му Українському фронтах, три рази був поранений. До вересня 1943 підполковник Григорій Клименко командував 1035-м стрілецьким полком 280-ї стрілецької дивізії 60-ї армії Центрального фронту. Відзначився під час битви за Дніпро.
Наприкінці вересня 1943 року організував переправу свого полку через Дніпро. Під час наступу батальйони полку звільнили ряд населених пунктів і відбили всі ворожі контратаки, завдавши німецьким військам значних втрат: знищили понад 1000 солдатів і офіцерів, близько 100 кулеметів, кілька десятків автомашин і бронетранспортерів, кілька танків.
Указом Президії Верховної Ради СРСР від 17 жовтня 1943 року за «захоплення і утримання плацдарму на Дніпрі і проявлені при цьому мужність і героїзм» підполковнику Григорієві Клименку присвоїли звання Героя Радянського Союзу з врученням ордена Леніна і медалі «Золота Зірка» за номером 1893.
Після закінчення війни продовжив службу в Радянській Армії. У 1947 році Григорій закінчив курси удосконалення командирів стрілецьких полків при Військовій академії імені Фрунзе. У 1956 році у званні полковника звільнений у запас. Проживав спочатку в Кишиневі, а з 1987 року — в Одесі. 
Помер 26 червня 1995.
Був нагороджений двома орденами Леніна, трьома орденами Червоного Прапора, орденами Олександра Невського, Вітчизняної війни 1-ї та 2-го ступенів, Червоної Зірки, медалями.